# Ștefan Rozvan
Ștefan Rozvan (n. 1874, Salonta, județul Bihor – d. secolul XX, Ciacova, județul Timiș) a fost un deputat în Marea Adunare Națională de la Alba Iulia , organismul legislativ reprezentativ al „tuturor românilor din Transilvania, Banat și Țara Ungurească”, cel care a adoptat hotărârea privind Unirea Transilvaniei cu România, la 1 decembrie 1918 :pp. 222-223.

## Biografie
A urmat liceul în Beiuș și apoi Facultatea de Drept din Budapesta. A fost avocat, contribuind la constituirea Consiliului Național Român din Ilia. După Unire și-a continuat cariera de avocat la Cluj-Napoca, pentru ca în anul 1929 să fie numit prefect al județului Hunedoara:pp. 222-223.

## Activitatea politică
Ca deputat în Adunarea Națională din 1 decembrie 1918, Ștefan Rozva a fost delegat al Cercului electoral Dobra :p. 222.